# 1993 en Lorraine
Chronologie de la Lorraine
- 1989
- 1990
- 1991
- 1992
- 1993
- 1994
- 1995
- 1996
- 1997

Cette page est une liste d'événements qui se sont produits durant l'année 1993 en Lorraine.

## Événements

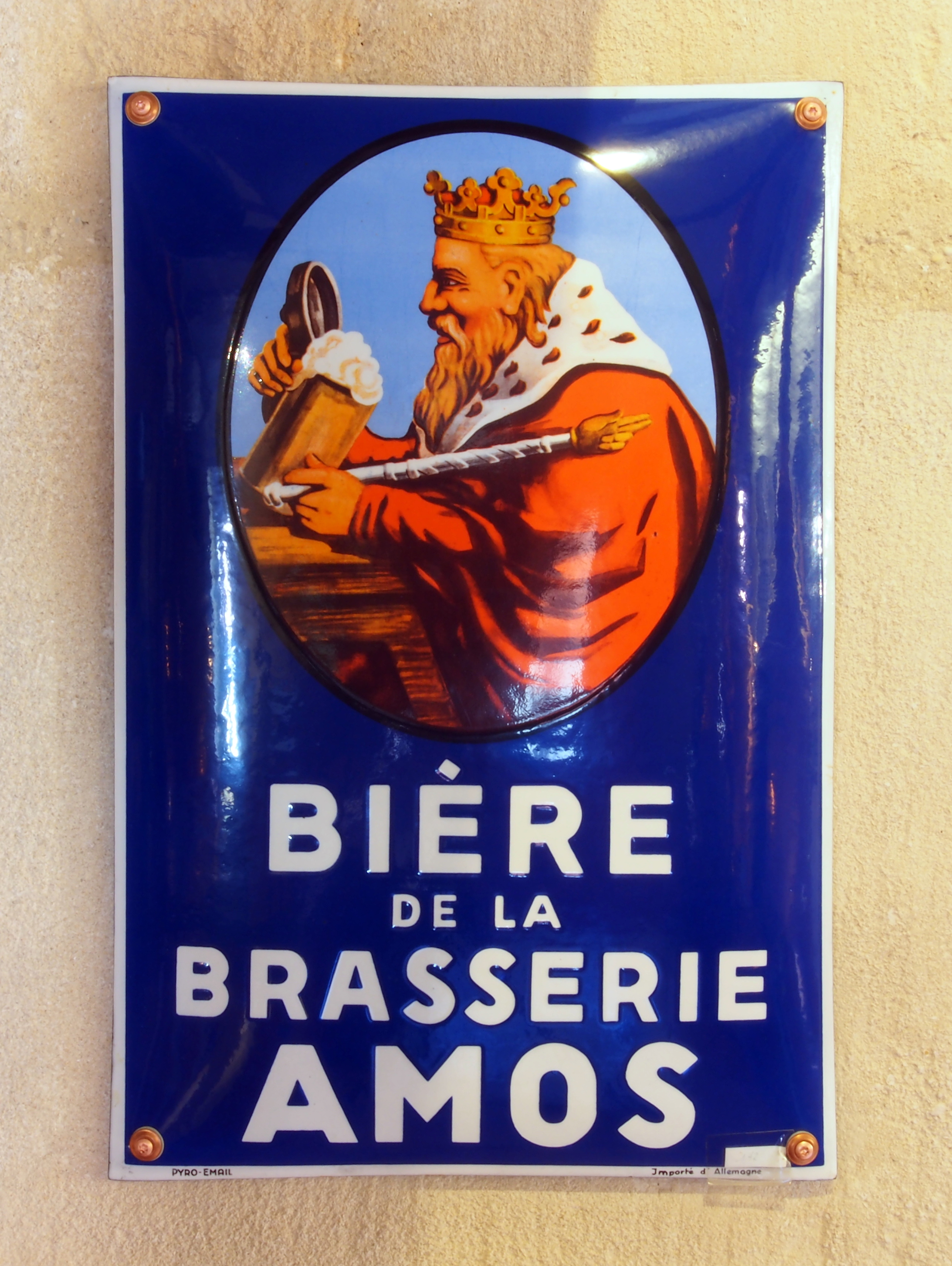
Bière de la brasserie Amos.

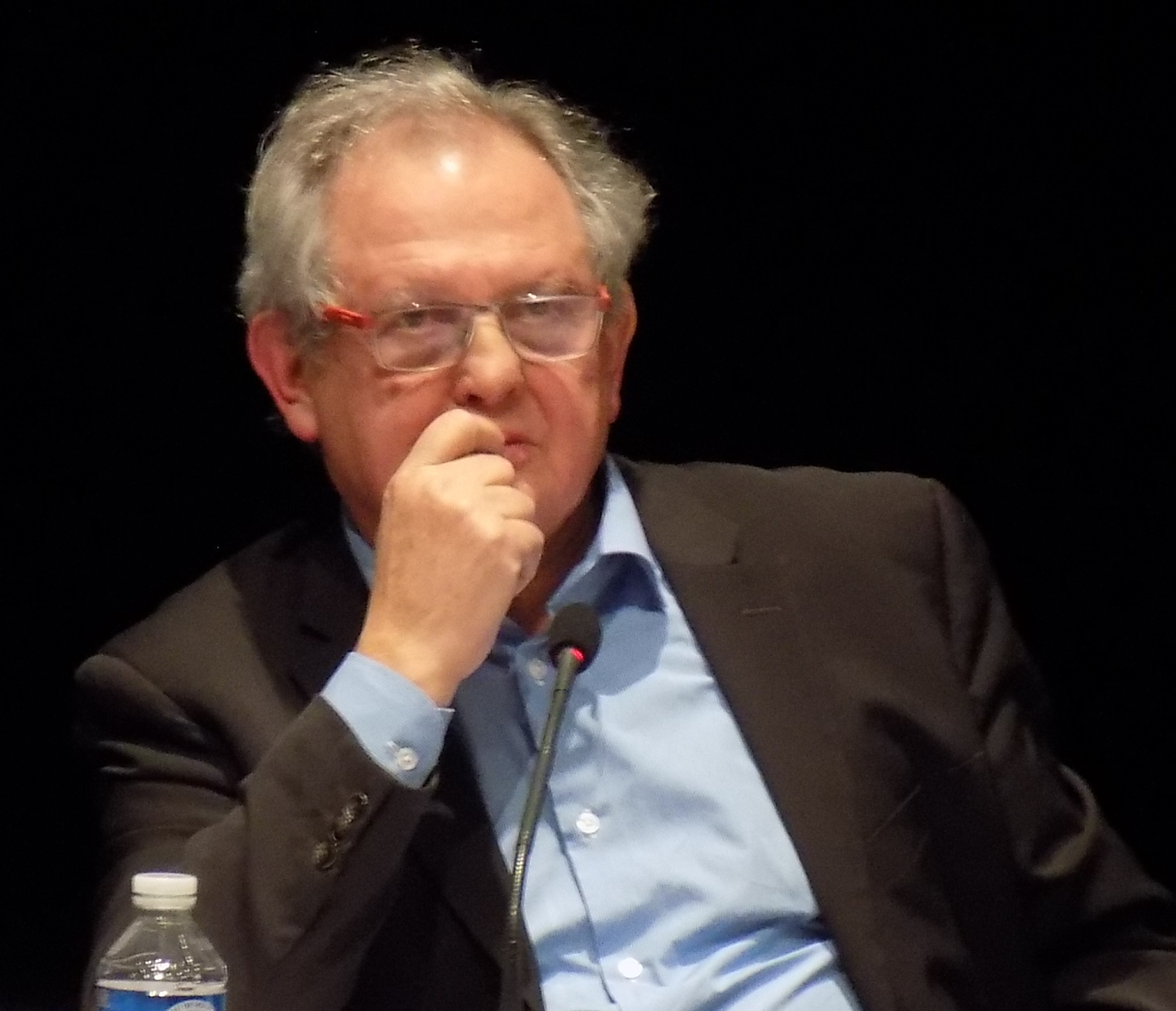
Jean-Yves Le Déaut en 2015

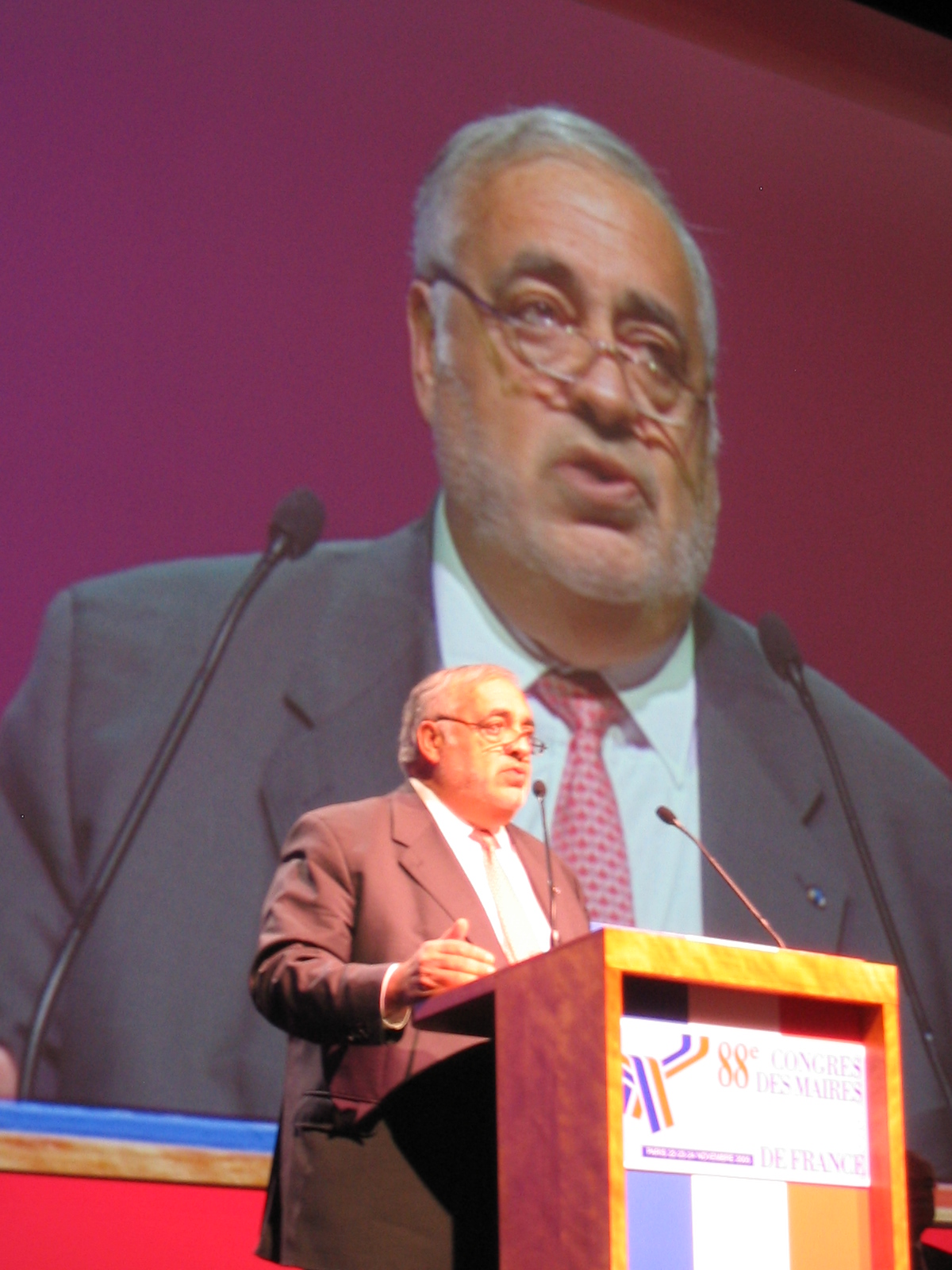
Philippe Séguin

- Juvamine s'installe à Forbach, Daewoo à Fameck[1].
- Inauguration du Zénith de Nancy[2], plus grande des salles de spectacles de l'agglomération nancéienne. Ce Zénith a été conçu par l'architecte Denis Sloan. Il peut accueillir jusqu'à 25 000 spectateurs. Il est situé rue du Zénith à Maxéville, au nord-ouest de Nancy, à proximité de la forêt de Haye. C'est le premier équipement du genre à proposer une scène réversible, à ciel ouvert, en Europe[3].
- Philippe Kruger et Philippe Souchal remportent le rallye de Lorraine sur une Toyota Celica[4].
- Procès de la société EBS, 3 intérimaires avaient été envoyés dans une centrale nucléaire faire de l'entretien sans avoir été sensibilisés aux risques[2].
- Fermeture de la Mine de Moyeuvre[5].
- Fondation de Mirabel-Lorraine Nature Environnement, alias Mirabel LNE, fédération d'associations lorraines de protection de la nature et de l’environnement.
- L'ASPTT Metz remporte le titre national de handball féminin. Entre 1993 et 1995, l'ASPTT Metz remporte trois titre de champions de France de handball féminin, qui installent définitivement le club comme un club majeur sur le plan national.
- Mise en service de l'important barrage du Lac de Pierre-Percée, construit par EDF entre 1981 et 1985[6] au lieu-dit le Vieux Pré.

- 1er janvier : fête de l'ouverture des frontières à l'occasion de la création du Marché unique Européen avec la participation de Patricia Kaas à la Brème d'Or[1].
- 30 janvier : fermerure de la mine d'Orne-Moyeuvre, dernière mine de fer de Lorraine[2].
- 24 février : 10.000 sidérurgistes manifestent à Metz[2].
- 28 mars et 2 avril : sont élus députés de Meurthe-et-Moselle : Jean-Paul Durieux réélu dans la 7e circonscription ; Claude Gaillard; Aloys Geoffroy, élu dans la 5e circonscription; François Guillaume; Jean-Yves Le Déaut, Parti socialiste, réélu dans  la 6e circonscription et Jean-Marie Schléret dans la première circonscription de Meurthe-et-Moselle.
- 28 mars et 2 avril : sont élus députés de Moselle : André Berthol, membre de l'UMP, réélu dans la 7e circonscription de la Moselle;  Alphonse Bourgasser, député de la 10e circonscription de la Moselle;  Jean-Marie Demange, réélu, membre du RPR;  François Grosdidier, qui bat l'ancien ministre socialiste Jean Laurain dans la circonscription de Metz 1. Élu à 32 ans à l'Assemblée nationale, parmi les 6 plus jeunes députés, il s'engage pour Jacques Chirac et prend une part très active à sa campagne présidentielle, puis à la défense de l'action du gouvernement d'Alain Juppé; Denis Jacquat, dans la deuxième circonscription de la Moselle;  Jean Kiffer, dans la huitième circonscription de la Moselle;  Jean Seitlinger : réélu  et  Aloyse Warhouver, réélu dans la 4e circonscription de la Moselle.
- 28 mars et 2 avril : sont élus députés dans les Vosges : Philippe Séguin; Gérard Cherpion; François Vannson et  Jean-Pierre Thomas.
- 2 mai : suppléant de Gérard Longuet dans la Première circonscription de la Meuse, André Droitcourt remplace celui-ci lors de son entrée au gouvernement et siège à l'Assemblée nationale jusqu'à la fin de la législature le 21 avril 1997, son mandat étant écourté à la suite d'une dissolution parlementaire par Jacques Chirac.
- Août 1993 : Rachel Villemur est élue reine de la mirabelle[7].
- Automne 1993 : violentes manifestations de mineurs à Metz qui contraignent le gouvernement à négocier un plan d'arrêt de l'exploitation du charbon[2].
- 1, 2 et 3 octobre : Festival international de géographie, à Saint-Dié-des-Vosges, sur le thème : Monde rural, espaces, enjeux.
- 31 octobre : fermeture de la Brasserie Amos à Metz, fondée en 1868. La bière Amos est toujours produite par la brasserie Licorne de Saverne dans le Bas-Rhin[8].

## Inscriptions ou classements aux titre des monuments historiques

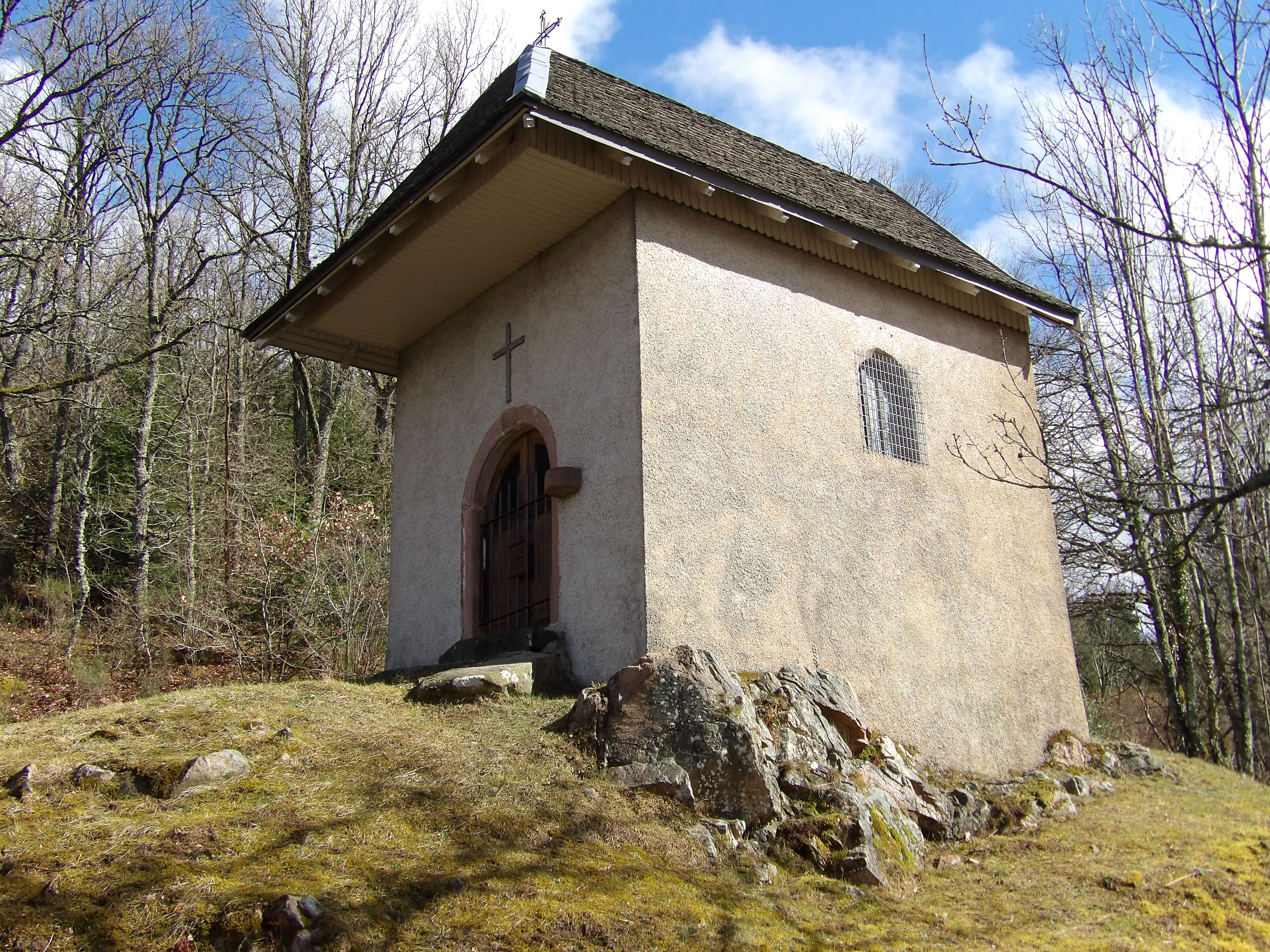
Chapelle Saint Hubert de Ban sur Meurthe - Clefcy.

- En Meurthe-et-Moselle : Unité d'habitation de Briey de Le Corbusier[9]; La Douëra à Malzéville[10]; Maison alsacienne Fruhinsholz à Nancy[11]

- En Meuse : Abbaye d'Écurey[12]; Parc et Château de la Grange-aux-Champs[13]; Hôtel de la Bessière[14]; Maison des deux Barbeaux[15]; Maison de la Gabbe[16]

- En Moselle : Château de Charleville-sous-Bois[17]; Site archéologique du Mont-Saint-Germain[18]; Château d’Aubigny[19]; Château de Bétange[20]; Mine de plomb du Bleiberg à Saint-Avold[21]; Château de Chahury[22]

- Dans les Vosges :   Chapelle Saint-Hubert de Berniprey[23]; Chapelle Saint-Marc du Chipal[24]; Immeuble 64 rue Carnot à Rambervillers[25]; Château Lobstein[26]

## Naissances
- 3 janvier à Nancy : Kikesa, de son vrai nom Steven Jarny, rappeur français. Il se fait connaître en 2018 sur YouTube par son format hebdomadaire du « Dimanche de hippie », à la suite duquel il sortira 3 albums portant le nom de Dimanche de hippie (DDH) avant de sortir son quatrième album PUZZLE en 2020. Après presque 2 ans de pause, en 2022, il sort l’album Rubi. Album dans lequel il met en scène un personnage fictif mais cependant réel pour le rappeur. En effet Rubi est l’amie imaginaire de Kikesa, qui durant toute son enfance l'a accompagnée et a porté tous ses secrets, comme il le développe dans son album. En novembre de la même année, il sort 2 nouveaux titres, et dans l’un des deux (Freestyle d'Adieu), il affirme qu'à l'avenir, il ne parlera plus de Rubi dans ses couplets.
- 21 janvier à Épinal : Martin Charpentier, joueur professionnel français de hockey sur glace. Il évolue au poste de défenseur avec l'Épinal Hockey Club.
- 13 février à Nancy : Léa Bachelier[27] à Nancy[28], joueuse française de water-polo.
- 4 mars à Remiremont : Thibault Lecomte, rameur poids léger français pratiquant l'aviron.
- 21 mars à Saint-Avold : Brian Babit, footballeur français. Il joue à l'UNA Strassen.
- 6 mai à Metz : Léo Bastien, joueur français de rugby à XV évoluant au poste de deuxième ligne.
- 2 juin à Forbach : Billel Omrani, footballeur international algérien, qui joue au poste d'attaquant au Petrolul Ploiești.
- 28 juin à Metz : Djénéba Tandjan, handballeuse française et internationale guinéenne, évoluant au poste d'ailière gauche.
- 2 octobre à Sarrebourg : Jonathan Fournel, pianiste français vivant à Bruxelles.
- 30 octobre à Remiremont : Charles Planet, coureur cycliste français, professionnel depuis 2014 et membre de l'équipe Novo Nordisk.
- 16 novembre à Verdun : Valentin Onfroy[29], rameur d'aviron français.
- 4 décembre à Bar-le-Duc : Aurore Fleury, athlète française.
- 11 décembre à Mont-Saint-Martin : Thibaut Vion, footballeur français qui évolue au poste d'attaquant au CSKA Sofia.

## Décès
- 31 juillet à Verdun : Marcel Marchal, né le 2 juin 1913 à Montigny-lès-Metz (Empire allemand)[30], footballeur international français.
- 31 décembre à Briey : Gilbert Schwartz, né le 11 juillet 1911 à Armancourt, homme politique français.